# Аксуська ТЕС
Аксуська ТЕС — теплова електростанція на північному сході Казахстану. Первісно була відома як Єрмаковська ДРЕС.
Станція отримала вісім однотипних енергоблоків потужністю по 300 МВт, які стали до ладу в 1968, 1969, 1970, 1971, 1973, 1974 (два) та 1975 роках. Кожен з них мав паровий котел виробництва Подільського котельного заводу типу П-39-1 (Пп-950/255) продуктивністю по 950 тон пари на годину, парову турбіну від Харківського турбогенераторного заводу типу К-300-240-1 та генератор харківського заводу «Електроважмаш».
В 2004 році провели реконструкцію блоку №4 із заміною турбіни на турбіну від харківського заводу «Турбоатом» (колишній турбогенераторний завод) типу К-310-240 потужністю 310 МВт. В 2006, 2008, 2011, 2013 та 2020 роках провели заміни турбін у блоках №3, №1, №2, №6 та №5 зі встановленням турбін виробництва «Турбоатому» типу К-325-23,5 потужністю по 325 МВт. При цьому загальна потужність станції наразі рахується як 2475 МВт. При цьому у блоках №2 та №6 котли замінили на нові від того ж Подільського котельного заводу типу ПК-29-2М (Пп-1050-255-545) продуктивністю по 1050 тон пари на годину. 
Як паливо ТЕС споживає вугілля, який надходить з вугільного розрізу «Східний», що належить тому ж власнику «Евроазиатская энергетическая корпорация» зі складу Eurasian Resources Group (ERG).
Для видалення продуктів згоряння звели три димаря – дві висотою по 180 метрів та один заввишки 250 метрів.
Вода для технологічних потреб надходить з річки Іртиш, для чого призначений оборотний канал довжиною біля 10 км.
Видача електроенергії відбувається по ЛЕП, що працюють під напругою 500 кВ (Аксу – Екібастуз, Аксу – Рубцовськ, Аксу – Омськ) та 220 кВ. В другій половині 2000-х для живлення нового електролізного заводу у Павлодарі проклали дві ЛЕП з робочою напругою 500 кВ та довжиною по 27 км.